# 4Ever Blue
4ever Blue è la seconda raccolta del gruppo musicale britannico Blue, pubblicata nel 2005.

## Tracce
Versione internazionale
1. One Love (Live a Cappella) – 0:37
2. Only Words I Know (Italian Version) – 3:36
3. Sweet Thing – 3:38
4. The Gift – 4:50
5. Quand le Rideau Tombe – 4:03
6. Love Rip – 3:08
7. Get Ready – 3:23
8. All Rise (Guilty Live Tour) – 3:42
9. Alive (Guilty Live Tour) – 4:28
10. It's Alright – 3:29
11. Get Down on It (feat. Kool & the Gang and Lil' Kim) (Obi & Josh Mix) – 4:01
12. Too Close (Blacksmith R&B Club Rub) – 5:41
13. Elements – 3:40
14. 4 Play – 3:22
15. Made for Loving You – 3:25
16. Breathe Easy (feat. Jaime Summaz from VS) (Love 4 Music Remix) – 4:14
17. Duncan James – I Believe My Heart (feat. Keedie) – 3:56 – featured in the musical The Woman in White

Versione giapponese
1. Welcome to the Show
2. This Temptation (Blacksmith R&B Club Rub)
3. Supersexual (Pumpin' Dolls Radio Edit)
4. If You Come Back (8 Jam Streetmix)

Fans edition
1. Welcome to the Show
2. This Temptation (Blacksmith R&B Club Rub)
3. Supersexual (Pumpin' Dolls Radio Edit)
4. If You Come Back (8 Jam Streetmix)
5. Only Words I Know (Italian Version) – Video
6. One Love (Spot TV) – Video
7. Guilty (Spot TV) – Video
8. Guilty (Special Edition Spot TV) – Video

## Classifiche
| Classifica (2005) | Posizione massima |
| ----------------- | ----------------- |
| Germania          | 40                |
| Italia            | 1                 |
| Svizzera          | 80                |